# Torpedo Mark 46

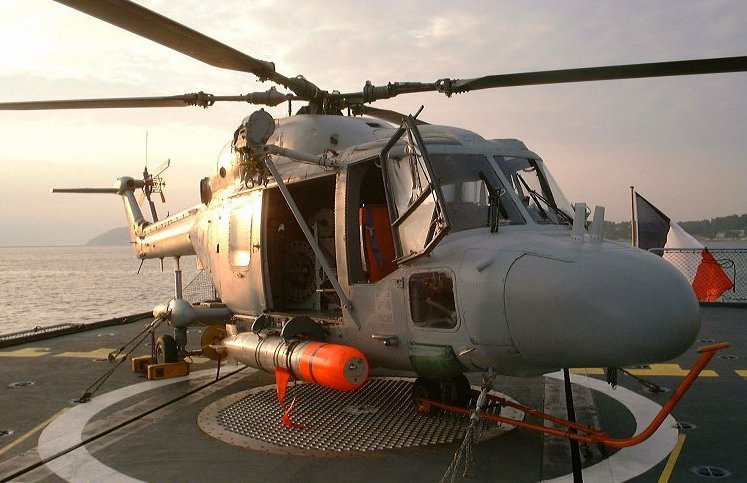
Un helicóptero Westland Lynx cargando un Mk 46.

El Mark 46 (Mk 46) es el principal torpedo liviano antisubmarinos de la Armada de los Estados Unidos y se convirtió en el de los países de la OTAN. Está diseñado para atacar a los más modernos submarinos en servicio en el mundo. Las últimas versiones del torpedo, tal como el Mark 46 Modelo 5 (Mk-46 Mod. 5), se esperan que permanezcan en servicio activo hasta el 2015.

## Historia
El Mk-46 fue el primer torpedo de la Marina de los Estados Unidos en utilizar un combustible líquido de cohete (Otto Fuel II) como propulsor y nació gracias al programa RETORC I (Research Torpedo Configuration I, Investigación sobre la configuración de torpedos I) en la década de 1960. Desde entonces, más de 25.000 Mk-46 Mod. 0, 1, 2, 5 y 6 fueron entregados a la Marina de los Estados Unidos y a las marinas de otros 26 países.
En 1989 comenzó un gran programa de modernización del modelo 5 que incluía, entre otras mejoras, mayores capacidades para actuar en aguas poco profundas, resultando en el Mk-46 Mod. 5A y Mod. 5A(S). Adicionalmente, como parte del programa NEARTIP (Near Term Improvement Program; Programa de mejoras cercano al fin de la vida útil -del torpedo-) muchos Mk-46 Mod. 1 y 2 han sido mejorados al estándar Mk-46 Mod. 6 NEARTIP que incluye mejoras en los sistemas acústicos y en la resistencia a las contramedidas

## Sistema de Armas
- El Mk-46 Mod. 4 es parte de la mina Mk-60 CAPTOR (Encapsulated torpedo; Torpedo encapsulado)
- Puede ser lanzado desde buques utilizando tubos lanzatorpedos Mk 32
- Puede ser lanzado desde misiles ASROC
- Puede ser lanzado desde aviones y helicópteros

## Características del Mark 46 Mod. 5
- Función: torpedo liviano lanzado desde plataformas aéreas y de superficie
- Fabricante: Alliant Techsystems
- Planta de propulsión: motor de combustión externa de dos velocidades. Utiliza Otto Fuel
- Largo: 2,59 m (en configuración para lanzamiento desde tubo en buque de superficie)
- Peso: 234,8 kg
- Diámetro: 324 mm
- Rango: 7,3 km
- Profundidad: > 365 m
- Velocidad: 52 km/h (>28 nudos)
- Sistema de guiado: utiliza sensores acústicos activos o pasivos
- Cabeza de combate: 44,5 kg de PBXN-103
- Entrada en servicio: 1966 (Mod 0); 1979 (Mod 5)